# Mães e Matronas

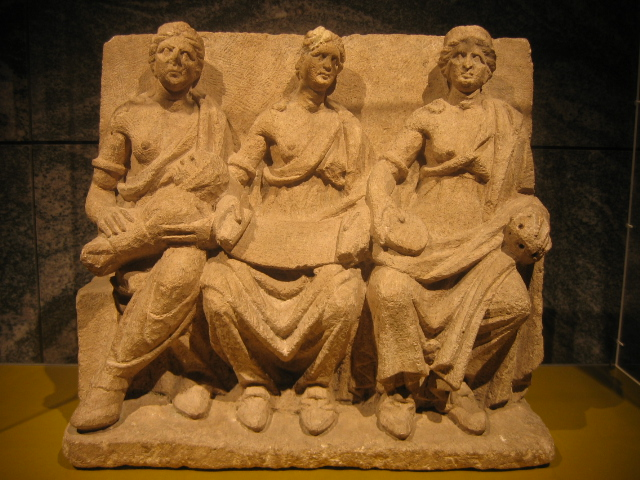
Relevo de terracota de Matres, de Bibracte, cidade dos éduos na Gália

As Mães ("Matres" em latim) e Matronas ("Matrones" em latim) foram deidades femininas veneradas na Península Ibérica e no Noroeste da Europa do século I ao V. São retratadas em objetos votivos e em altares, que carregam imagens das deusas, representadas quase inteiramente em grupos de três, que destacam inscrições (cerca de metade destas destacam nomes célticos e a outra metade destaca nomes germânicos), que eram veneradas em regiões da Germânia, da Gália Oriental e da Itália superior (com uma pequena distribuição em outros lugares), que foram ocupadas pelo exército romano do primeiro ao século V.
Informação sobre as práticas religiosas em torno das Mães está limitada às pedras nas quais suas representações e inscrições são encontradas, das quais existem acima de 1.100. As Mães germânicas têm sido conectadas com os dísir, valquírias e nornes germânicos de tempos depois atestados amplamente nas fontes do século XIII.

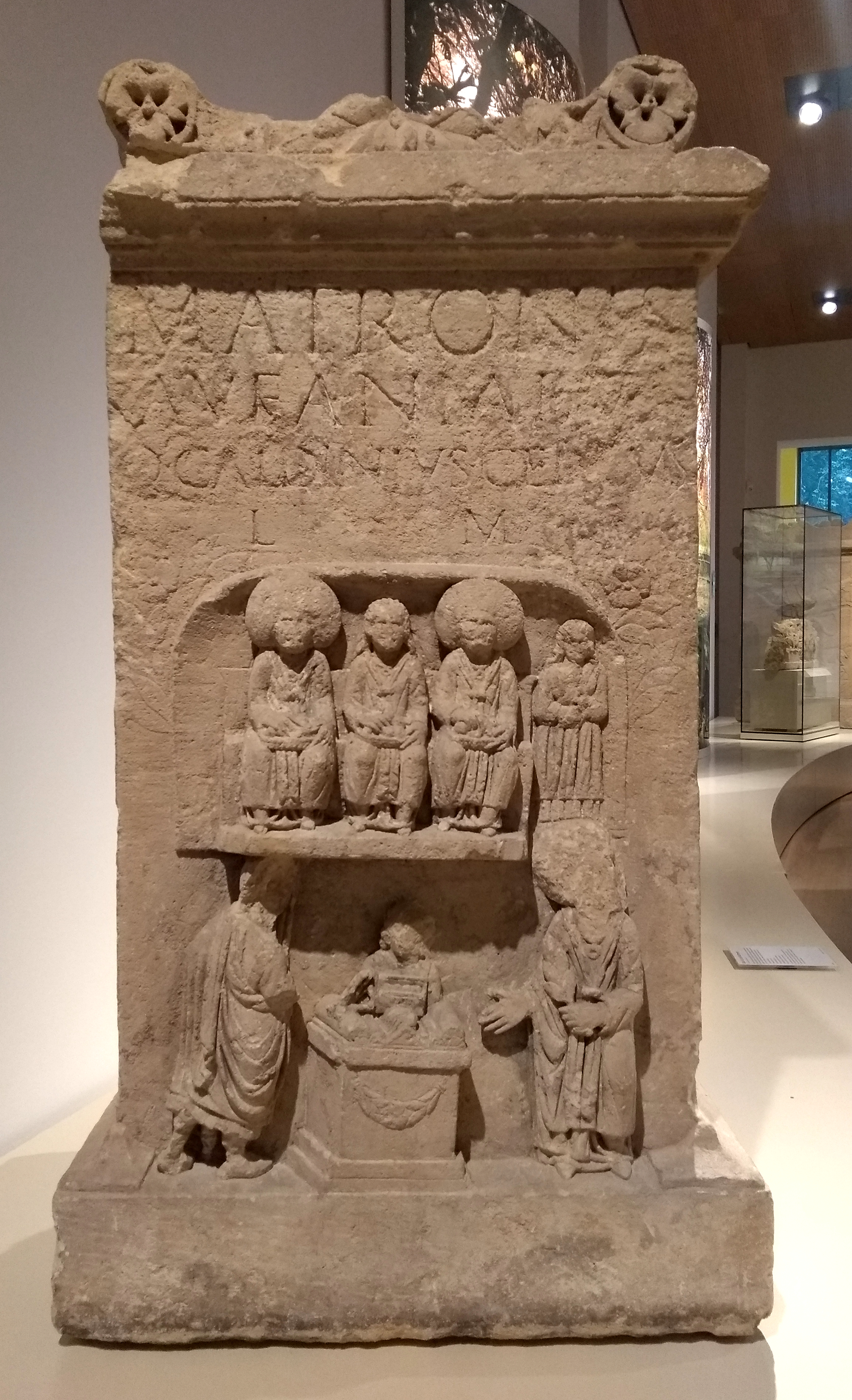
Altar das Matronas Aufânias (Museu Regional Renano de Bona)

As Mães também aparecem em auxílios votivos e em inscrições, em outras áreas ocupadas pelo exército romano, incluindo a Gália sudoeste, como em Bibracte (ilustração); na Espanha e em Portugal, onde umas vinte inscrições são conhecidas, entre elas várias que incluem epítetos locais como uma dedicatória ao Matribus Gallaicis "às Mães de Galícia"; e também na cultura Romano - Céltica da Panônia, na forma de relevos similares e inscrições às Nutrices Augustae, "as enfermeiras de agosto" encontradas em terrenos romanos de Ptuj, Styria Baixa.

## Temas
As Mães e Matronas aparecem representadas em ambas pedras com e sem inscrições, ambas com altares e votivos. Todas as representações são frontais, elas aparecem quase exclusivamente em árvores e com pelo menos uma figura segurando um cesto de frutas em seu colo e as mulheres estão ou de pé ou sentadas. Em algumas representações, a figura do meio está representada com cabelos frouxos e vestindo uma bandana, e as outras duas vestem toucas. Outros motivos incluem representações de sacrifício—incluindo incenso queimando, porcos e tigelas completas com frutas—e decoração de frutas, plantas e árvores. Além disso, cobras, crianças e fraldas aparecem. Na maioria dos casos, as pedras e altares votivos não são encontrados singularmente, mas preferivelmente em grupos em torno dos prédios do templo e centros de culto.
Rudolf Simek comenta que o cabelo frouxo pode indicar a puberdade, enquanto que as toucas podem se referir a mulheres casadas, as pedras podem se referir a uma associação com as almas dos mortos ou com o submundo e as crianças e fraldas parecem indicar que as Mães e Matronas mantinham uma função protetora sobre a família, tão bem quanto uma função particular: como parteiras.

## Teorias
R. Pascal teoriza que as Três Marias possam ser versões cristianizadas das Mães e Matronas.